# Iveco Strator
Der Iveco Strator ist ein Langhauber-Lastkraftwagen, der auf dem australischen Iveco Powerstar basiert und von einem niederländischen Iveco-Händler an den europäischen Markt angepasst wird.
Der Strator wird auf der Grundlage des Iveco Stralis gebaut und erhält dessen Mechanik. Die Gewichtszunahme beträgt im Vergleich zum Basismodell des Stralis 280 kg.
Die im Strator verbauten Iveco-Cursor-Motoren mit 10,3 und 12,9 Liter Hubraum erfüllen die Euro-5-Norm. Die Leistung beträgt zwischen 310 und 410 kW. Alle Motoren haben zwischen 1000 und 1600 min−1 einen flachen Drehmomentverlauf, der je nach Leistung von 1900 bis 2500 Nm reicht. Die Auslegung des Antriebsstrangs soll für ein hohes Antriebsdrehmoment bei niedrigen Drehzahlen sorgen. Im Strator kommen manuelle ZF-Schaltgetriebe mit 16 Gängen oder ein ZF-Eurotronic-Getriebe zum Einsatz.
Varianten:
- 4×2: Standardsattelzugmaschine mit zwei Achsen, Hinterachse angetrieben
- 6×2: Dreiachser, bei dem nur eine Hinterachse angetrieben wird; bei den Hinterachsen kann zwischen einer gelenkten Vorlaufachse oder einer liftbaren zwillingsbereiften Nachlaufachse gewählt werden
- 6×4: Dreiachssattelzugmaschine, bei der beide Hinterachsen angetrieben werden

Der Strator wird in einigen europäischen Ländern auch als Zugmaschine für Lastzüge im Fernverkehr mit einem zulässigen Gesamtgewicht von 60 t eingesetzt.